# ریچارد تاروسکین
ریچارد تاروسکین (انگلیسی: Richard Taruskin; ۲ آوریل ۱۹۴۵ – ۱ ژوئیهٔ ۲۰۲۲) موسیقی‌شناس و منتقد موسیقی اهل ایالات متحده آمریکا بود. او برنده چندین جایزه از جمله کمک‌هزینه گوگنهایم شده بود.